# Campeonato Carioca de Voleibol Feminino de 2009
Campeonato Carioca Feminino de Voleibol de 2009 foi disputado por quatro equipes:Quissamã, Macaé, Rio de Janeiro (jogando com o nome de fantasia Unilever) e Tijuca. O certame foi disputado entre os meses de outubro e novembro.

## Tabela
- 25 de outubro (domingo)[1]
  - Quissamã 3 x 0 Macaé (25/20, 25/15, 25/18)[1]

- 27 de outubro (terça-feira)[1]
  - Unilever 3 x 0 Tijuca (25/17, 25/17 e 25/20)[1]

- 4 de novembro (quarta-feira)[1]
  - Tijuca 2 x 3 Quissamã (21/25, 22/25, 26/24, 25/23 e 5/15)[1]

- 5 de novembro (quinta-feira)[1]
  - Quissamã 2 x 3 Unilever (14/25, 25/17, 19/25 26/24 e 6/15)[1]

- 6 de novembro (sexta-feira)[1]
  - Macaé 0 x 3 Unilever (9/25, 13/25, 10/25)[1]

- 8 de novembro (domingo)[1]
  - Tijuca 3 x 0 Macaé[1]

- 10 de novembro (terça-feira)[1]
  - Tijuca 3 x 0 Quissamã (25/19, 25/20 e 25/18)[1]
  - Unilever x Macaé (25/16, 25/10 e 25/10)[1]

- 11 de novembro (quarta-feira)[1]
  - Disputa de 3º lugar – Quissamã 3 x 0 Macaé (25/15, 25/15 e 25/20)[1]
  - Final – Unilever 3 x 0 Tijuca (25/23, 25/20 e 25/11) [1]